# Понінківська селищна рада
Понінківська се́лищна ра́да — адміністративно-територіальна одиниця та орган місцевого самоврядування в Полонському районі Хмельницької області. Адміністративний центр — селище міського типу Понінка.

## Загальні відомості
Понінківська селищна рада утворена в 1923 році.
- Територія ради: 6,849 км²
- Населення ради: 8 263 особи (станом на 2001 рік)
- Територією ради протікає річка Хомора

## Населені пункти
Селищній раді підпорядковані населені пункти:
- смт Понінка
- с. Липівка
- с. Лодзянівка

## Склад ради
Рада складається з 32 депутатів та голови.
- Голова ради: Прядко Михайло Миколайович

### Керівний склад попередніх скликань
| Прізвище, ім'я, по батькові   | Основні відомості                                                                    | Дата обрання | Дата звільнення |
| ----------------------------- | ------------------------------------------------------------------------------------ | ------------ | --------------- |
| Костецький Валерій Михайлович | Селищний голова, 1954 року народження, член Всеукраїнського об'єднання «Батьківщина» | 26.03.2006   | 31.10.2010      |
| Прядко Михайло Миколайович    | Селищний голова, 1956 року народження, освіта вища, безпартійний                     | 31.10.2010   |                 |

Примітка: таблиця складена за даними сайту Верховної Ради України

### Депутати
За результатами місцевих виборів 2010 року депутатами ради стали:

#### За суб'єктами висування
| Суб'єкт висування                                   | Кількість обраних депутатів | %    |
| --------------------------------------------------- | --------------------------- | ---- |
| Самовисування                                       | 25                          | 78,1 |
| Народна партія                                      | 5                           | 15,6 |
| Комуністична партія України                         | 1                           | 3,1  |
| Політична партія Всеукраїнське об'єднання «Свобода» | 1                           | 3,1  |

#### За округами
| № округу                                            | Прізвище, ім'я, по батькові        | Дата визнання обраним | Освіта             | Партійна приналежність                    | Відомості про обраного депутата                                             |
| --------------------------------------------------- | ---------------------------------- | --------------------- | ------------------ | ----------------------------------------- | --------------------------------------------------------------------------- |
| Комуністична партія України                         |                                    |                       |                    |                                           |                                                                             |
| 26                                                  | Петровська Тетяна Вячеславівна     | 03.11.2010            | середня спеціальна | позапартійна                              | Козятинська дирекція залізничних перевезень, касир                          |
| Народна Партія                                      |                                    |                       |                    |                                           |                                                                             |
| 1                                                   | Нижній Володимир Олександрович     | 03.11.2010            | середня спеціальна | член Народної партії                      | приватний підприємець                                                       |
| 7                                                   | Шишко Іван Петрович                | 03.11.2010            | вища               | член Народної партії                      | приватний підприємець                                                       |
| 8                                                   | Рибчинський Анатолій Станіславович | 03.11.2010            | вища               | член Народної партії                      | пенсіонер                                                                   |
| 13                                                  | Радецький Мичеслав Зефредович      | 03.11.2010            | середня спеціальна | член Народної партії                      | Понінківське лісництво, лісник                                              |
| 31                                                  | Мартинюк Юрій Олександрович        | 03.11.2010            | середня спеціальна | член Народної партії                      | Понінківська професійний ліцей, заступник директора по господарській роботі |
| Політична партія Всеукраїнське об'єднання «Свобода» |                                    |                       |                    |                                           |                                                                             |
| 5                                                   | Левіцький Леонід Галікович         | 03.11.2010            | середня спеціальна | член Всеукраїнського об'єднання «Свобода» | ТОВ «Понінківський картонно-паперовий комбінат», робітник                   |
| Самовисування                                       |                                    |                       |                    |                                           |                                                                             |
| 2                                                   | Ткачук Микола Григорович           | 03.11.2010            | вища               | позапартійний                             | ТОВ «Понінківський картонно-паперовий комбінат», головний енергетик         |
| 3                                                   | Стеблецька Надія Вікторівна        | 03.11.2010            | вища               | позапартійна                              | тимчасово не працює                                                         |
| 4                                                   | Островська Валентина Олександрівна | 03.11.2010            | середня спеціальна | позапартійна                              | ТОВ «Понінківський картонно-паперовий комбінат», робітник                   |
| 6                                                   | Бондар Людмила Романівна           | 03.11.2010            | вища               | позапартійна                              | Понінківський професійний ліцей, вчитель                                    |
| 9                                                   | Захарчук Тетяна Петрівна           | 03.11.2010            | вища               | позапартійна                              | тимчасово не працює                                                         |
| 10                                                  | Глазирін Геннадій Васильович       | 03.11.2010            | вища               | позапартійний                             | Понінківський Будинок культури, директор                                    |
| 11                                                  | Плакса Володимир Васильович        | 03.11.2010            | вища               | позапартійний                             | Понінківський професійний ліцей, майстер виробничого навчання               |
| 12                                                  | Островська Галина Василівна        | 03.11.2010            | середня спеціальна | позапартійна                              | Понінківська селищна рада, бухгалтер                                        |
| 14                                                  | Шпортко Тетяна Валентинівна        | 03.11.2010            | середня спеціальна | член Єдиного Центру                       | ТОВ «Понінківський картонно-паперовий комбінат», робітник                   |
| 15                                                  | Редер Ірина Валентинівна           | 03.11.2010            | середня спеціальна | член Єдиного Центру                       | ТОВ «Понінківський картонно-паперовий комбінат», робітник                   |
| 16                                                  | Свінціцький Валентин Болеславович  | 03.11.2010            | вища               | позапартійний                             | Понінківська селищна рада, секретар                                         |
| 17                                                  | Савич Анжела Петрівна              | 03.11.2010            | середня спеціальна | позапартійна                              | ТОВ «Понінківський картонно-паперовий комбінат», економіст -плавник         |
| 18                                                  | Солодка Тетяна Петрівна            | 03.11.2010            | незакінчена вища   | позапартійна                              | Понінківська селищна рада, завідувачка загального відділу                   |
| 19                                                  | Гончаренко Геннадій Володимирович  | 03.11.2010            | середня спеціальна | позапартійний                             | приватний підприємець                                                       |
| 20                                                  | Сіра Ірина Болеславівна            | 03.11.2010            | середня спеціальна | позапартійна                              | ТОВ «Понінківський картонно-паперовий комбінат», головний бухгалтер         |
| 21                                                  | Грабовська Людмила Володимирівна   | 03.11.2010            | вища               | позапартійна                              | Понінківський професійний ліцей, вихователь гуртожитку                      |
| 22                                                  | Леонець Ігор Володимирович         | 03.11.2010            | середня спеціальна | позапартійний                             | Понінківський професійний ліцей, оператор комп'ютерного набору              |
| 23                                                  | Крутій Ірина Юріївна               | 03.11.2010            | вища               | позапартійна                              | НВО ДЗ «Загальноосвітня школа І ст.», вчитель                               |
| 24                                                  | Одюшин Вячеслав Петрович           | 03.11.2010            | вища               | позапартійний                             | Понінківський професійний ліцей, викладач                                   |
| 25                                                  | Ухеєва Марія Антонівна             | 03.11.2010            | вища               | позапартійна                              | НВО ДЗ «Загальноосвітня школа І ст.», директор                              |
| 27                                                  | Красновська Любов Костянтинівна    | 03.11.2010            | середня спеціальна | позапартійна                              | тимчасово не працює                                                         |
| 28                                                  | Бака Наталія Сергіївна             | 03.11.2010            | вища               | позапартійна                              | ТОВ «Понінківський картонно-паперовий комбінат», економіст                  |
| 29                                                  | Яткевич Анатолій Олександрович     | 03.11.2010            | вища               | позапартійний                             | Понінківська селищна рада, землевпорядник                                   |
| 30                                                  | Корнійчук Людмила Андріївна        | 03.11.2010            | середня спеціальна | позапартійна                              | пенсіонер                                                                   |
| 32                                                  | Музика Степан Васильович           | 03.11.2010            | середня спеціальна | позапартійний                             | ТОВ «Понінківський картонно-паперовий комбінат», заступник директора        |